# Guy Pierre de Fontgalland

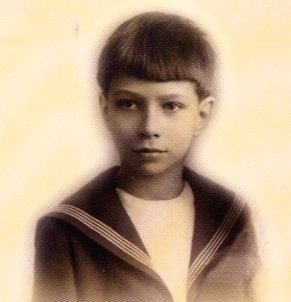
Guy de Fontgalland

Guy Pierre de Fontgalland (ur. 30 listopada 1913, zm. 24 stycznia 1925) – Sługa Boży Kościoła katolickiego.

## Życiorys
Guy Pierre de Fontgalland urodził się 30 listopada 1913 roku. Był synem Pierre'a Heurard de Fontgalland i Marie Renee Mathevon. Został ochrzczony w dniu 7 grudnia 1913 roku w kościele św. Augustyna.
Swoją dziecięcą pobożność wzorował na przykładzie św. Teresy z Lisieux. W styczniu 1917 roku odwiedził wraz z matką jej grób. W maju 1921 roku na mocy dekretu Piusa X przystąpił do pierwszej komunii. W czasie ceremonii po raz pierwszy doznał przeczucia, że umrze młodo. Wkrótce zaangażował się też w ruch tzw. Krucjaty Eucharystycznej, propagującej częste przyjmowanie sakramentu wśród dzieci. W październiku tego samego roku wstąpił do kolegium Saint Louis de Gonzague. 
W lipcu 1924 roku udał się z rodziną na pielgrzymkę do Lourdes, gdzie powtórnie miał objawienie rychłej śmierci. Wkrótce zachorował na dyfteryt i zmarł 24 stycznia 1925 roku. W 1941 roku rozpoczął się jego proces beatyfikacyjny, zawieszony w 1947.